# Maghrawa

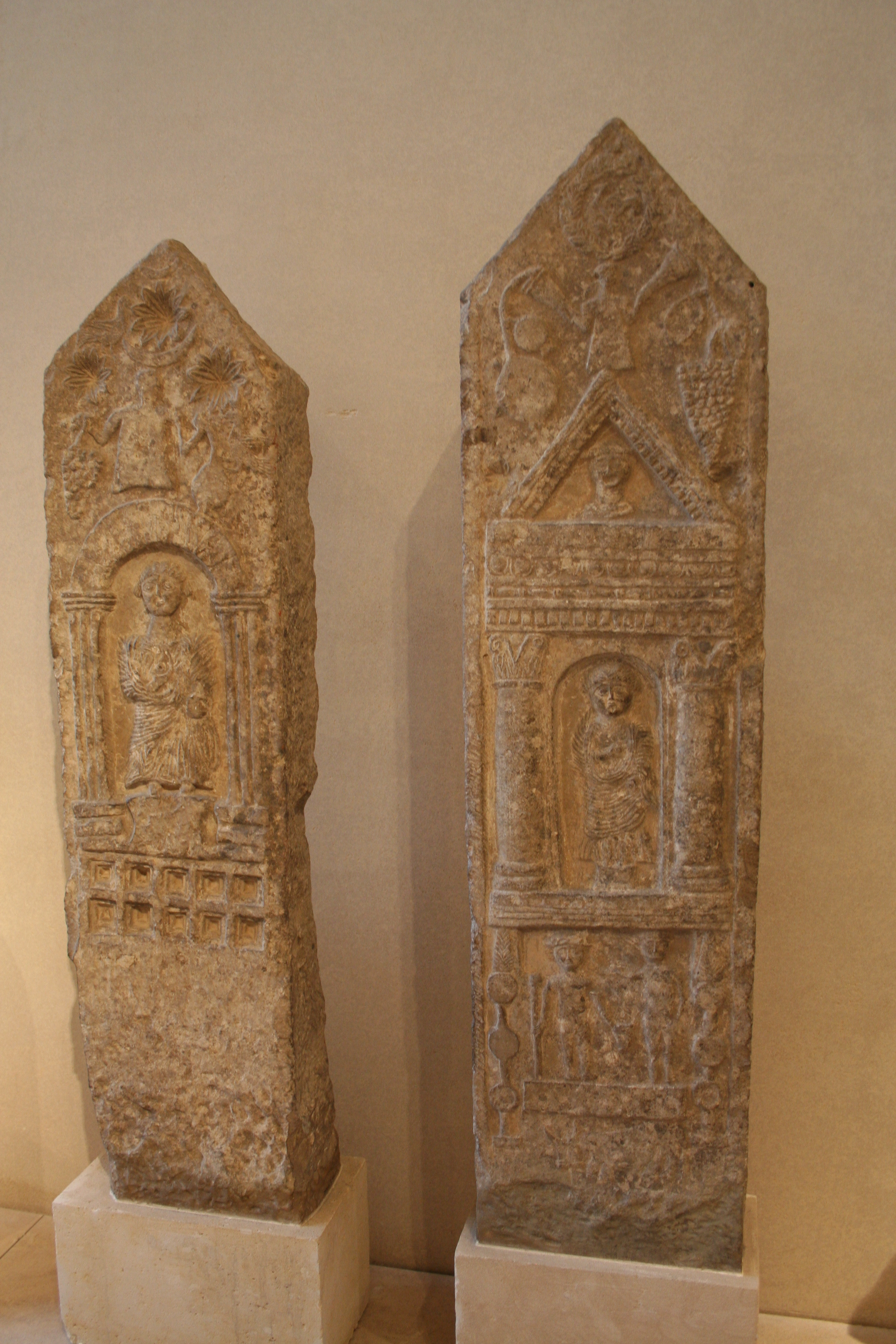
Estelas "de La Gorfa" conservadas en el Museo del Louvre.

Maghrawa, Maghraoua (مغراوة) o Aïn Maghrawa (عين مغراوة) es una ciudad de Túnez, situada en la región de Makthar.
En su emplazamiento estuvo la antigua ciudad de Macota. Ahmed M'Charek ha demostrado que este fue el lugar de procedencia de una serie de estelas que han sido denominadas equivocadamente como estelas de La Ghorfa (estelas de época romana —siglos I y II de Cristo— que testimonian un sustrato púnico).